# Olivier Bousquet
Olivier Bousquet est un acteur français né en 1949 à Nîmes.

## Biographie
En 1974, après deux rôles principaux, il quitte le cinéma pour devenir témoin de Jéhovah.

## Filmographie

### Cinéma
- 1973 : Lo Païs de Gérard Guérin : Gaston
- 1974 : Les Doigts dans la tête de Jacques Doillon
- 1975 : Simon dans l'autobus de Michel Vianey (court métrage)

### Télévision
- 1976 : Les Mystères de New York (mini-série) : Willie
- 1978 : Le Rabat-joie de Jean Larriaga : Yves, le mitron